# بیسینگن ان در تک
بیسینگن ان در تک (به آلمانی: Bissingen an der Teck) یک شهر در آلمان است که در اسلینگن واقع شده‌است. بیسینگن ان در تک ۳٬۶۳۹ نفر جمعیت دارد.